# Алиса (гласов помощник)
„Алиса“ е виртуален гласов асистент, създаден в компанията Яндекс. Симулира жив диалог, разпознава естественото слово и дава отговори на въпроси. „Яндекс“ работи в приложение за iOS и Android, както и в бета-версията на гласов помощник за Windows.
Основната функция на „Алиса“ е за решаване на ежедневни задачи по търсене на информация в интернет. За целта асистентът се обръща към услугите на „Яндекс“ – Яндекс.Поиск, Яндекс.Карти, Яндекс.Музыка и други, и е в състояние да отвори някои приложения на трети страни.
Авторите отбелязват, че способността да се поддържа диалог по свободни теми, не е ограничена до набор от предварително дефинирани сценарии, а е реализирана с помощта на техники за машинно обучение, включително и невронни мрежи.